# Trachyrincus scabrus
El bisbe (Trachyrincus scabrus) és una espècie de peix de la família dels macrúrids i de l'ordre dels gadiformes.

## Morfologia
- Els mascles poden assolir 60 cm de llargària total.[2][3]

## Alimentació
Menja copèpodes, misidacis, gambes, cefalòpodes, peixos, poliquets i gastròpodes.

## Depredadors
A França és depredat per Dalatias licha.

## Hàbitat
És un peix d'aigües profundes que viu entre 395-1700 m de fondària.

## Distribució geogràfica
Es troba des d'Irlanda fins a Cap Verd, incloent-hi la mar Mediterrània.

## Longevitat
Pot arribar a viure 11 anys.

## Interès econòmic
És emprat per a fer farina de peix i oli.